# Eric Sharp, Baron Sharp of Grimsdyke
Eric Sharp, Baron Sharp of Grimsdyke Kt CBE (* 17. August 1916 in London; † 2. Mai 1994 ebenda) war ein britischer Geschäftsmann und Mitglied des House of Lords.

## Karriere
Eric Sharp war 1948 ein Principal im Ministry of Power. Er vertrat 1948–50 Großbritannien in den Kohle- und Petroleumkomitees der Organisation for European Economic Co-operation (OEEC). Er war 1951–54 Vizevorsitzender des Elektrizitätskomitees des OEEC. Er war 1955–56 Sekretär des Herbert-Komitees bei der Anfrage zur Elektrizitätsversorgungsindustrie. 1957–64 war er Marketing Manager der British Nylon Spinners Ltd. 1964–68 war er Director von ICI Fibres Ltd. Er war 1969 ein Board-Mitglied von Monsanto Europe und 1970–72 Mitglied in dessen Management Board, 1973–74 war er stellvertretender Chairman von Monsanto Ltd. und 1975–81 Chairman. 1980 wurde er CBE. 1980–90 war er Chairman von Cable & Wireless plc und 1981–90 deren Chief Executive.
1984 wurde er zum Knight Bachelor geschlagen und 1989 als Baron Sharp of Grimsdyke, of Stanmore in the London Borough of Harrow, in den Adelsstand erhoben. Er wurde dadurch Mitglied des House of Lords.

## Familie
Er heiratete 1950 Marion Freeman und hatte mit ihr einen Sohn, eine Tochter und eine verstorbene Tochter.